# Letonia en los Juegos Olímpicos de Salt Lake City 2002
Letonia estuvo representada en los Juegos Olímpicos de Salt Lake City 2002 por un total de 47 deportistas que compitieron en 8 deportes.  
El portador de la bandera en la ceremonia de apertura fue el jugador de hockey sobre hielo Harijs Vītoliņš. El equipo olímpico letón no obtuvo ninguna medalla en estos Juegos.